# Préventorium

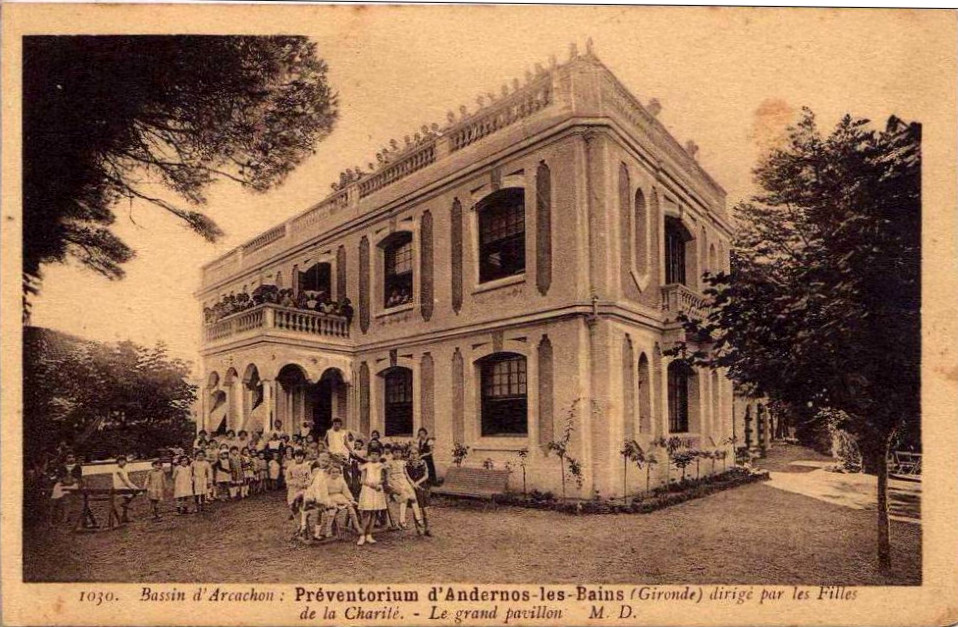
Préventorium d'Andernos-les-Bains aux années 1900.

Un préventorium était une institution pour des patients, principalement des enfants et adolescents, infectés par le bacille de la tuberculose. 

## Historique
Un préventorium accueillait des personnes qui n'avaient pas encore la forme active de la tuberculose. Ils étaient nombreux au début du XXe siècle. Le préventorium était conçu pour isoler les patients aussi bien des individus non-infectés que des patients présentant des symptômes visibles.
Avec le recul de la maladie, ce type d'établissement a aujourd'hui disparu.